# Purcăreți, Alba
Purcăreți (în germană Purkeretz, în maghiară Sebespurkerec, Purkerectelep) este un sat în comuna Pianu din județul Alba, Transilvania, România.

## Date economice
- Centru de prelucrare artistică a lemnului (obiecte din lemn încrustate).
- Creșterea ovinelor.